# La Ville dont le prince est un enfant (téléfilm)
Pour plus de détails, voir Fiche technique et Distribution.
La Ville dont le prince est un enfant est un téléfilm français diffusé pour la première fois en 1997. 
Il s'agit d'une adaptation par Didier Decoin de la pièce éponyme d'Henry de Montherlant et de son roman Les Garçons, qui y fait suite (1969). 
Le film est réalisé par Christophe Malavoy (qui avait joué La Ville dont le prince est un enfant en 1994 au théâtre Hébertot à Paris). Il est sorti en DVD chez Rosebud Vidéo en 2003.

## Synopsis
L' « amitié particulière » de deux collégiens de classes différentes, André Sevrais, 16 ans, et Serge Souplier, 11 ans, éveille la jalousie du préfet des études, l'abbé de Pradts, qui est secrètement fasciné par le jeune Souplier. Pour évincer son rival, il lui tend un piège dans lequel il finira par être lui-même broyé.

## Distribution
- Clément Van Den Bergh : Serge Souplier
- Naël Marandin : André Sevrais
- Christophe Malavoy : M. l'abbé de Pradts
- Michel Aumont : M. l'abbé Pradeau de la Halle, supérieur du collège
- Pierre-Arnaud Juin : M. Habert, surveillant de la division des grands
- Pierre-Alexis Hollenbeck : Linsbourg, ami de Sevrais

## Autour du film
- Le film est tourné à Dole dans les décors naturels de deux institutions religieuses, le collège de l'Arc et le collège Notre-Dame de Mont-Roland.
- Le fils de Christophe Malavoy, Romain, fait une apparition dans deux scènes du film.
- La chorale est fournie par le Conservatoire à rayonnement départemental de Dole.

## Récompense
- En 1998, Bernard Lutic reçoit un 7 d'or pour la meilleure photo pour cette réalisation.

## Le DVD
Il contient 4 heures de bonus, dont :
- Rencontres avec Naël Marandin (comédien 14 min), Christophe Malavoy (acteur et réalisateur 12 min), Guillaume Canet (comédien 12 min), Dominique Antoine (productrice 30 min), Michel Aumont (comédien 22 min)
- De nombreux dossiers illustrés et documents sur l'œuvre d'Henry de Montherlant
- Extraits de la pièce adaptée par Pierre Boutron en 1994 au théâtre Hébertot, avec Boris Roatta et Christophe Malavoy.

Bonus audio :
- Extraits de l'enregistrement de la pièce en 1957 avec Jean Desailly et Jacques Perrin.
- Extraits de la pièce au théâtre Michel, mise en scène en 1967 par Jean Meyer avec Paul Guers et Philippe Paulino,
- Présentation et commentaires d'Henry de Montherlant pour Les Garçons (1969).
- Lecture des Garçons dans l'émission de radio Un livre, des voix sur France Culture en 1969 (75 min ; distribution : Didier Haudepin : Alban, Paul Guers : le récitant, Jean Topart : L'abbé de Pradts, Robert Party : Le supérieur et Liliane Carolles : Mme de Bricoule.)